# Aschen (Diepholz)
Aschen ist ein Ortsteil der Kreisstadt Diepholz im niedersächsischen Landkreis Diepholz. Der Ortsteil liegt 4 km nördlich vom Kernort Diepholz zwischen der B 69 und der B 51.
Im Ortsteil Aschen befindet sich das Aschener Heimatmuseum, in dem landwirtschaftliche Groß- und bäuerliche Arbeitsgeräte, Haushaltsgegenstände und Werkstätten präsentiert werden.
Die Aschener Kinder besuchen ortsnah die Grundschule Aschen.
Ortsvorsteher ist Wilhelm Paradiek.

## Geschichte
Aschen wurde mit der Gemeindereform, die am 1. März 1974 in Kraft trat, in Diepholz eingemeindet.

### Einwohnerentwicklung
- 1996: 1047
- 2009: 1223
- 2015: 1217
- 2018: 1271[4]

## Baudenkmale
Ausgehend von einem erhöhten Geländesporn bei Lindloge westlich von Aschen durchquerte ein Bohlenweg der vorrömischen Eisenzeit das Aschener/Heeder Moor. Mit einer Länge von ursprünglich 4,2 km  gehört er zu den längsten Bohlenwegen in Nordwestdeutschland.
In der Liste der Baudenkmale in Diepholz sind für Aschen 17 Baudenkmale aufgeführt u. a.:
- Rittergut Falkenhardt (17. Jahrhundert) an der Bundesstraße 69 mit Herrenhaus, Treppenturm von 1915, Torgebäude, Saalscheune und Nebengebäuden
- Alte Schule Aschen als Teil des Heimatmuseums Aschen
- Hofanlage Apwisch aus der ersten Hälfte des 19. Jahrhunderts als Vierständer-Hallenhaus in Fachwerk
- Hofanlage Aschen: Hallenhaus von 1797 in Fachwerk
- Wohn- und Wirtschaftsgebäude Siller Moorweg 5, Zweiständer-Hallenhaus in Fachwerk von 1829
- Wohn- und Wirtschaftsgebäude Vechtaer Straße 25 (Hof Mehrholz): Hallenhaus von 1715 in Fachwerk

## Vereine
Aktiv sind der Schützenverein Aschen von 1909, der Heimatverein Aschen, der Radclub Aschen, der Reit- und Fahrverein Aschen von 1924  und der TSV Aschen von 1921.